# Țăndărei
Țăndărei è una città della Romania di 12 620 abitanti, ubicata nel distretto di Ialomița, Romania, nella regione storica della Muntenia. 
Țăndărei è situata nella pianura di Bărăgan ed è attraversata dal fiume Ialomița.